# Actebia

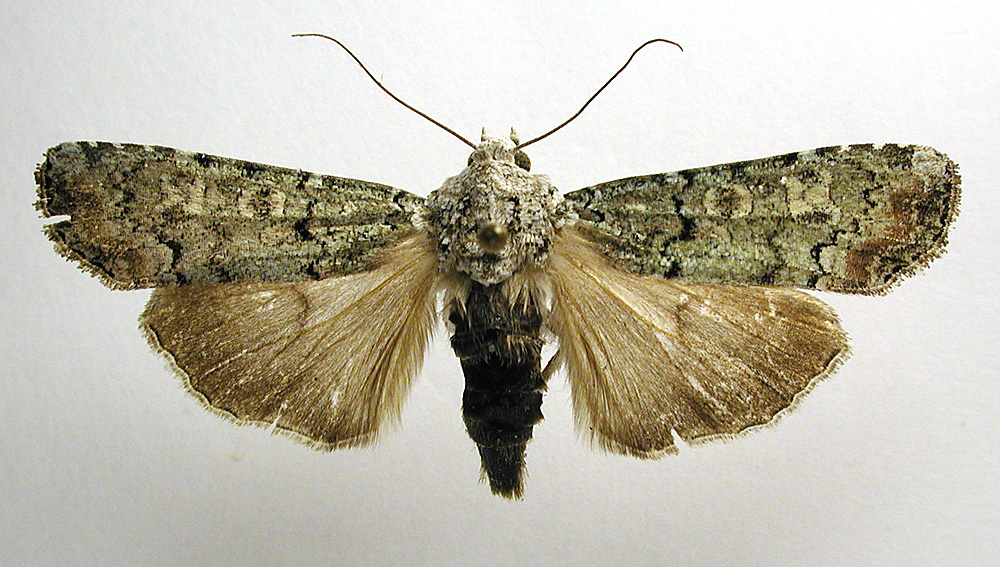
Actebia praecox

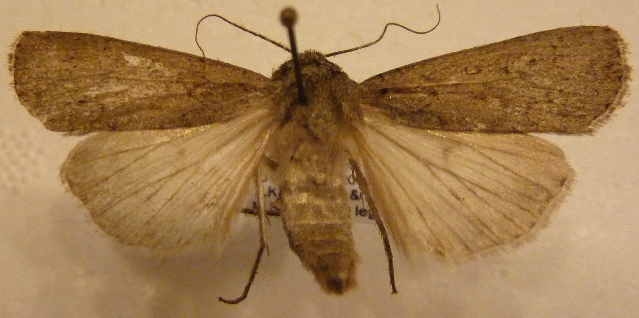
Actebia (Protexarnis) squalida

Actebia – rodzaj motyli z rodziny sówkowatych.
Takson holarktyczny, głównie palearktyczny. W Polsce występują 3 gatunki (zobacz: Noctuinae Polski).
Systematyka rodzaju przedstawia się następująco:
- podrodzaj: Actebia (Actebia) Stephens, 1829
  - Actebia amphibola (Boursin, 1963)
  - Actebia fennica (Tauscher, 1806)
  - Actebia praecox (Linnaeus, 1758)
  - Actebia praecurrens (Staudinger, 1888)
- podrodzaj: Actebia (Hemiexarnis) Boursin, 1948
  - Actebia berezskii (Kozhanchikov, 1937)
  - Actebia moechilla (Püngeler, 1906)
  - Actebia nivea (Boursin, 1948)
  - Actebia peperida (Hampson, 1903)
- podrodzaj: Actebia (Ledereragrotis) Varga, 1991
  - Actebia difficilis (Erschoff, 1877)
  - Actebia multifida (Lederer, 1870)
- podrodzaj: Actebia (Parexarnis) Boursin, 1946
  - Actebia ala (Staudinger, 1881)
  - Actebia candida (Staudinger, 1889)
  - Actebia chlorophaia (Boursin, 1940)
  - Actebia damnata (Draudt, 1937)
  - Actebia figulina (Draudt, 1936)
  - Actebia fugax (Treitschke, 1825)
  - Actebia laetifica (Staudinger, 1889)
  - Actebia obumbrata (Staudinger, 1889)
  - Actebia photophila (Guenée, 1852)
  - Actebia poecila (Alphéraky, 1888)
  - Actebia pseudosollers (Boursin, 1940)
  - Actebia sollers (Christoph, 1877)
  - Actebia taurica (Staudinger, 1878)
  - Actebia violetta (Staudinger, 1888)
- podrodzaj: Actebia (Perissandria) Warren in Seitz, 1909
  - Actebia adornata (Corti & Draudt, 1933)
  - Actebia argillacea (Alphéraky, 1892)
  - Actebia brevirami (Hampson, 1894)
  - Actebia dioptis (Boursin, 1963)
  - Actebia dizyx (Püngeler, 1906)
  - Actebia sheljuzhkoi (Boursin, 1964)
  - Actebia sikkima (Moore, 1867)
- podrodzaj: Actebia (Protexarnis) McDunnough, 1929
  - Actebia amydra (Chen, 1993)
  - Actebia balanitis (Grote, 1873)
  - Actebia confinis (Staudinger, 1881)
  - Actebia confusa (Alphéraky, 1882)
  - Actebia opisoleuca (Staudinger, 1881)
  - Actebia squalida (Guenée, 1852)
  - Actebia squalidiformis (Corti & Draudt, 1933)
  - Actebia subuniformis (Corti & Draudt, 1933)
  - Actebia vestilina (Kozhantchikov, 1937)